# Dessonornis mbuluensis
Dessonornis mbuluensis är en fågelart i familjen flugsnappare inom ordningen tättingar. Den betraktas oftast som underart till sotsnårskvätta (Dessonornis anomalus), men urskiljs sedan 2016 som egen art av Birdlife International och IUCN. Fågeln förekommer endast Mbulu Highlands i nordcentrala Tanzania. Den kategoriseras av IUCN som livskraftig.